# یانیس بلاسویچ
جنیس بلاسویچ (انگلیسی: Janis Blaswich؛ زادهٔ ۲ مهٔ ۱۹۹۱) بازیکن فوتبال اهل آلمان است.
از باشگاه‌هایی که در آن بازی کرده‌است می‌توان به باشگاه فوتبال دینامو درسدن، باشگاه فوتبال هراکس آلملو، و باشگاه فوتبال بروسیا مونشن‌گلادباخ اشاره کرد.